# Ibacinae
Sous-famille
Les Ibacinae sont une sous-famille de crustacés de l'ordre des décapodes (les décapodes ont cinq paires de pattes) et de la famille des Scyllaridae.

## Liste des genres
Selon BioLib (27 mai 2025) :
- Evibacus Smith, 1869
- Ibacus Leach, 1815
- Parribacus Dana, 1852